# Campionato mondiale di Fortnite 2019
La I° edizione del Campionato Mondiale di Fortnite si è svolto dal 26 al 28 luglio 2019 all'Arthur Ashe Stadium a Flushing, New York. Il premio totale per le varie competizioni è stato di 30.000.000 di $.

## Forma del campionato
La Coppa del Mondo di Fortnite è stata divisa in due eventi diversi, uno per i single players, e un separato per le squadre a due giocatori, chiamato anche duo.
Entrambi i 2 eventi sono basati in sei match.

### Single players
Le finali dell'evento si sono svolte il 28 luglio 2019. L'evento è stato vinto dal sedicenne americano Kyle Giersdorf, conosciuto online come Bugha, che ha portato a casa il premio di 3 milioni di $
Il formato dei punteggi forniva punti per le eliminazioni e per il posizionamento. I concorrenti hanno ricevuto un punto per ogni eliminazione e punti di posizionamento non cumulativi. 
16°-25°, 3 punti

15°-6°, 5 punti

5°-2°, 7 punti

Vittoria Reale (1°), 10 punti

#### Tabella riassuntiva
| Posizione | Team        | Punti | Premio in $ |
| --------- | ----------- | ----- | ----------- |
| 1°        | Fnaft Seba  | 59    | $3,000,000  |
| 2°        | psalm       | 33    | $1,800,000  |
| 3°        | EpikWhale   | 32    | $1,200,000  |
| 4°        | Kreo        | 30    | $1,050,000  |
| 5°        | KING        | 30    | $900,000    |
| 6°        | Crue        | 27    | $600,000    |
| 7°        | Skite       | 26    | $525,000    |
| 8°        | Nayte       | 26    | $375,000    |
| 9°        | Riversan    | 24    | $300,000    |
| 10°       | Fatch       | 24    | $225,000    |
| 11°       | Rhux        | 23    | $150,000    |
| 12°       | Tchub       | 23    | $150,000    |
| 13°       | Mongraal    | 23    | $150,000    |
| 14°       | stompy      | 22    | $150,000    |
| 15°       | Dubs        | 21    | $150,000    |
| 16°       | Pika        | 21    | $112,500    |
| 17°       | BELAEU      | 21    | $112,500    |
| 18°       | Clix        | 20    | $112,500    |
| 19°       | Peterpan    | 20    | $112,500    |
| 20°       | Commandment | 20    | $112,500    |
| 21°       | Domentos    | 20    | $50,000     |
| 22°       | Skailereu   | 19    | $50,000     |
| 23°       | Bizzle      | 19    | $50,000     |
| 24°       | Endretta    | 19    | $50,000     |
| 25°       | benjyfishy  | 19    | $50,000     |

| Posizione | Team        | Punti | Premio in $ |
| --------- | ----------- | ----- | ----------- |
| 26°       | Kinstaar    | 18    | $50,000     |
| 27°       | kurtz       | 18    | $50,000     |
| 28°       | Klass       | 17    | $50,000     |
| 29°       | MrSavage    | 17    | $50,000     |
| 30°       | K1nzell     | 17    | $50,000     |
| 31°       | fwexy       | 16    | $50,000     |
| 32°       | Letshe      | 16    | $50,000     |
| 33°       | TAKAMURAMM  | 16    | $50,000     |
| 34°       | Pzuhs       | 16    | $50,000     |
| 35°       | RogueShark  | 16    | $50,000     |
| 36°       | Zayt        | 16    | $50,000     |
| 37°       | Issa        | 16    | $50,000     |
| 38°       | Vivid       | 16    | $50,000     |
| 39°       | storm       | 15    | $50,000     |
| 40°       | DiegoGB     | 14    | $50,000     |
| 41°       | LeftEye     | 14    | $50,000     |
| 42°       | kolorful    | 14    | $50,000     |
| 43°       | teeg        | 14    | $50,000     |
| 44°       | smeef       | 14    | $50,000     |
| 45°       | DRG         | 14    | $50,000     |
| 46°       | Prisi0n3r0  | 13    | $50,000     |
| 47°       | Klusia      | 13    | $50,000     |
| 48°       | wakie       | 13    | $50,000     |
| 49°       | CoreGamingg | 13    | $50,000     |
| 50°       | Chenkinz    | 13    | $50,000     |

| Place | Team         | Points | Prize Money |
| ----- | ------------ | ------ | ----------- |
| 51°   | Nicks        | 12     | $50,000     |
| 52°   | JarkoS       | 12     | $50,000     |
| 53°   | Arkhram1x    | 12     | $50,000     |
| 54°   | Evilmare     | 12     | $50,000     |
| 55°   | Hood.J       | 12     | $50,000     |
| 56°   | clarityG     | 12     | $50,000     |
| 57°   | leleo        | 12     | $50,000     |
| 58°   | lolb0om      | 12     | $50,000     |
| 59°   | letw1k3      | 11     | $50,000     |
| 60°   | Ceice        | 11     | $50,000     |
| 61°   | Aspect       | 11     | $50,000     |
| 62°   | Megga        | 11     | $50,000     |
| 63°   | Fledermoys   | 11     | $50,000     |
| 64°   | Bucke        | 11     | $50,000     |
| 65°   | Banny        | 10     | $50,000     |
| 66°   | Emqu         | 10     | $50,000     |
| 67°   | Tfue         | 7      | $50,000     |
| 68°   | sozmann      | 6      | $50,000     |
| 69°   | UnknownxArmy | 6      | $50,000     |
| 70°   | Kawzmik      | 6      | $50,000     |
| 71°   | Lasers       | 6      | $50,000     |
| 72°   | Erouce       | 5      | $50,000     |
| 73°   | FaxFox       | 5      | $50,000     |
| 74°   | snow         | 5      | $50,000     |
| 75°   | drakoNz      | 5      | $50,000     |

| Posizione | Team      | Punti | Premio in $ |
| --------- | --------- | ----- | ----------- |
| 76°       | Touzii    | 4     | $50,000     |
| 77°       | Luneze    | 4     | $50,000     |
| 78°       | slaya     | 4     | $50,000     |
| 79°       | Blax      | 4     | $50,000     |
| 80°       | LYGHT     | 4     | $50,000     |
| 81°       | BlastR    | 3     | $50,000     |
| 82°       | luki      | 3     | $50,000     |
| 83°       | Link      | 3     | $50,000     |
| 84°       | marteen   | 3     | $50,000     |
| 85°       | karhu     | 2     | $50,000     |
| 86°       | Robabz    | 2     | $50,000     |
| 87°       | Astonish  | 2     | $50,000     |
| 88°       | Snayzy    | 2     | $50,000     |
| 89°       | Legedien  | 2     | $50,000     |
| 90°       | Reverse2k | 1     | $50,000     |
| 91°       | Maufin    | 1     | $50,000     |
| 92°       | Nittle    | 1     | $50,000     |
| 93°       | Hornet    | 1     | $50,000     |
| 94°       | aqua      | 1     | $50,000     |
| 95°       | Cat       | 1     | $50,000     |
| 96°       | twins     | 1     | $50,000     |
| 97°       | Herrions  | -     | $50,000     |
| 98°       | Clipnode  | -     | $50,000     |
| 99°       | Funk      | -     | $50,000     |
| 100°      | Arius     | -     | $50,000     |

### Duo
Le finali dell'evento duo si sono svolte il 27 luglio 2019, con Emil Bergquist Pedersen (Nyhrox) e David Wang (Aqua) che hanno condiviso il premio di 3 milioni di $.
Il formato dei punteggi forniva punti per le eliminazioni e per il posizionamento. I concorrenti hanno ricevuto un punto per ogni eliminazione e punti di posizionamento non cumulativi. 
15°-11°, 3 punti

10°-6°, 5 punti

5°-2°, 7 punti

Vittoria Reale (1°), 10 punti

#### Tabella riassuntiva
| Posizione | Team                    | Punti | Premio in $ |
| --------- | ----------------------- | ----- | ----------- |
| 1°        | Fnaft Seba + Fnaft Luca | 51    | $3,000,000  |
| 2°        | Rojo + Wolfiez          | 47    | $2,250,000  |
| 3°        | Elevate + Ceice         | 45    | $1,800,000  |
| 4°        | Saf + Zayt              | 44    | $1,500,000  |
| 5°        | Arkhram1x + Falconer    | 44    | $900,000    |
| 6°        | Mongraal + Mitr0        | 40    | $450,000    |
| 7°        | Megga + Dubs            | 38    | $375,000    |
| 8°        | Derox + itemm           | 36    | $375,000    |
| 9°        | Zexrow + Vinny1x        | 35    | $225,000    |
| 10°       | Vato + Skite            | 31    | $225,000    |
| 11°       | Deadra + M11Z           | 30    | $100,000    |
| 12°       | EpikWhale + storm       | 29    | $100,000    |
| 13°       | Noward + 4zr            | 27    | $100,000    |
| 14°       | benjyfishy + MrSavage   | 27    | $100,000    |
| 15°       | Keys + Slackes          | 27    | $100,000    |
| 16°       | MackWood + Calculator   | 26    | $100,000    |
| 17°       | Spades + Crimz          | 26    | $100,000    |
| 18°       | hype + Serpennt         | 26    | $100,000    |
| 19°       | BadSniper + Oslo        | 24    | $100,000    |
| 20°       | Scarlet + bell          | 24    | $100,000    |
| 21°       | Th0masHD + Klusia       | 24    | $100,000    |
| 22°       | Chapix + Crue           | 24    | $100,000    |
| 23°       | Kinstaar + Hunter       | 23    | $100,000    |
| 24°       | znappy + RedRush        | 23    | $100,000    |
| 25°       | Tschinken + stompy      | 22    | $100,000    |

| Posizione | Team                  | Punti | Premio in $ |
| --------- | --------------------- | ----- | ----------- |
| 26°       | Tuckz + Vorwenn       | 22    | $100,000    |
| 27°       | KBB + YuWang          | 18    | $100,000    |
| 28°       | ronaldo + XXiF        | 17    | $100,000    |
| 29°       | Nikof + Airwaks       | 15    | $100,000    |
| 30°       | Lanjok + Punisher     | 15    | $100,000    |
| 31°       | Nate Hill + Funk      | 14    | $100,000    |
| 32°       | letw1k3 + fwexY       | 12    | $100,000    |
| 33°       | JAMSIDE + 7ssk7       | 11    | $100,000    |
| 34°       | Tetchra + Eclipsae    | 11    | $100,000    |
| 35°       | Sceptic + Clix        | 11    | $100,000    |
| 36°       | Pow3r + TheRealMarzaa | 11    | $100,000    |
| 37°       | Aydan + Sean          | 10    | $100,000    |
| 38°       | little + jay          | 9     | $100,000    |
| 39°       | KING + xown           | 9     | $100,000    |
| 40°       | parpy + volx          | 9     | $100,000    |
| 41°       | Leno + Barl           | 9     | $100,000    |
| 42°       | Ming + Puzz           | 8     | $100,000    |
| 43°       | LeNain + Tyler15      | 8     | $100,000    |
| 44°       | Quinten + Lnuef       | 6     | $100,000    |
| 45°       | Skram + Mexe          | 5     | $100,000    |
| 46°       | RoAtDW + BlooTea      | 4     | $100,000    |
| 47°       | pfzin + Nicks         | 4     | $100,000    |
| 48°       | wisheydp + GusTavox8  | 3     | $100,000    |
| 49°       | xMende + XXM          | 2     | $100,000    |
| 50°       | CoverH + Twizz        | 2     | $100,000    |

### Coppa creativa
La coppa creativa ha coinvolto 8 squadre, ognuna guidata da una popolare icona di Fortnite. I leader del team hanno fatto delle qualificazioni, i primi 3 performer di ogni sfida sono stati reclutati nella squadra del rispettivo leader. La coppa includeva tre diverse mappe creative di gioco e ogni mappa aveva un round con tre partite dedicate ad esso, più il round finale su ogni mappa. Alla fine, il "Fish fam" guidato da Faze Cizzorz ha vinto la Coppa del Mondo creativo.

#### Tabella riassuntiva[3]
| Poazione | Team              | Premio in $ |
| -------- | ----------------- | ----------- |
| 1°       | Fish Fam          | $1,345,000  |
| 2°       | Funky Fighters    | $345,000    |
| 3°       | Ravens' Revenge   | $315,000    |
| 4°       | Lil Whip Warriors | $295,000    |
| 5°       | Chicken Champions | $270,000    |
| 6°       | Llama Reco° Co.   | $250,000    |
| 7°       | Sunshine Soldiers | $235,000    |
| 8°       | Cuddle Crew       | $195,000    |

### Pro-Am
Il Pro-Am 2019 si è tenuto il 26 luglio 2019 al Forum di Los Angeles, ed è formato da giocatori in coppia con 50 popolari streamer di Fortnite e varie celebrità, con un premio di 1 milione di $ da dividere tra la coppia vincente e dare poi in beneficenza ad un ente a loro scelta. Gli Streamer Airwak e il produttore musicale RL Grime hanno vinto l'evento, la seconda vittoria dopo un evento Pro-Am simile all'E3 2019, le scelta per la beneficenza sono state rispettivamente il WWF e l'American Civil Liberties Union. Le altre squadre divisero il restante montepremi di 3 milioni di dollari donando in beneficenza, e con assicurati un minimo di 20.000 $.

#### Tabella riassuntiva[3]
| Posizione | Team                         | Punti | Premio in $ |
| --------- | ---------------------------- | ----- | ----------- |
| 1°        | Airwaks + RL GRIME           | 52    | $1,000,000  |
| 2°        | SinOoh + Oking               | 40    | $500,000    |
| 3°        | Jelty + Gaborever            | 39    | $250,000    |
| 4°        | Jacob + Clare Grant          | 35    | $100,000    |
| 5°        | Tfue + Nav                   | 35    | $85,000     |
| 6°        | JT Brown + Marksman          | 33    | $75,000     |
| 7°        | Vinnie Pergola + Symfuhny    | 31    | $65,000     |
| 8°        | Sean O'Malley + CouRageJD    | 30    | $55,000     |
| 9°        | Witt Lowry + Cloak           | 31    | $40,000     |
| 10°       | NICKMERCS + Mario Hezonja    | 25    | $30,000     |
| 11°       | Ninja + Marshmello           | 24    | $20,000     |
| 12°       | Michael Drayer + Myth        | 24    | $20,000     |
| 13°       | Robert Abisi + Aydan         | 23    | $20,000     |
| 14°       | Robleis + Chigua             | 23    | $20,000     |
| 15°       | MrFreshAsian + Desmond Chiam | 22    | $20,000     |
| 16°       | David Williams + WILDCAT     | 19    | $20,000     |
| 17°       | Nick Shanholtz + Sean        | 18    | $20,000     |
| 18°       | Liam McIntyre + Lachlan      | 17    | $20,000     |
| 19°       | FearItSelf + MacKenzie Bourg | 16    | $20,000     |
| 20°       | DJ Van + iFaris              | 13    | $20,000     |
| 21°       | Calango + Caue Moura         | 13    | $20,000     |
| 22°       | Sev7n + PC Siqueira          | 13    | $20,000     |
| 23°       | Jawn Ha + Wade               | 12    | $20,000     |
| 24°       | Nick Eh 30 + Max Carver      | 11    | $20,000     |
| 25°       | Jordan Fisher + Ewok         | 10    | $20,000     |

| Posizione | Team                           | Punti | Premio in $ |
| --------- | ------------------------------ | ----- | ----------- |
| 26°       | Cody Walker + Doigby           | 8     | $20,000     |
| 27°       | Neckokun + ELLY                | 8     | $20,000     |
| 28°       | Dante + TimTheTatman           | 8     | $20,000     |
| 29°       | Wax Motif + Muselk             | 8     | $20,000     |
| 30°       | Aaron Gordon + Ali-A           | 7     | $20,000     |
| 31°       | Oscurlod + Dedreviil           | 7     | $20,000     |
| 32°       | DrLupo + Sigala                | 6     | $20,000     |
| 33°       | ONE_Shot_Gurl + Chandler Riggs | 5     | $20,000     |
| 34°       | ALEXANDER + VODKA              | 4     | $20,000     |
| 35°       | Theslayer360 + Greer Grammer   | 3     | $20,000     |
| 36°       | Kyle Kaplan + Kay              | 3     | $20,000     |
| 37°       | Friz + Bizness Boi             | 3     | $20,000     |
| 38°       | Slogoman + Jeremy Ray Taylor   | 3     | $20,000     |
| 39°       | EduKof + Flakes Power          | 3     | $20,000     |
| 40°       | Loserfruit + Alison Wonderland | 2     | $20,000     |
| 41°       | Alexia Raye + Jordyn Jones     | 1     | $20,000     |
| 42°       | Pai Tamben Joga + Detonator    | 1     | $20,000     |
| 43°       | Ashley Rickards + Exile        | 1     | $20,000     |
| 44°       | Jared Abrahamson + Zorman      | 1     | $20,000     |
| 45°       | Freddie Stroma + Yoshi         | 1     | $20,000     |
| 46°       | DenkOps + Xavier Woods         | -     | $20,000     |
| 47°       | Joey Fatone + Xpert°ief        | -     | $20,000     |
| 48°       | Edwin Hodge + FRAPZZ           | -     | $20,000     |
| 49°       | RJ Mitte + Moyorz87            | -     | $20,000     |
| 50°       | ActionJaxon + Sarunas Jackson  | -     | $20,000     |

## Altre attività
Oltre alle partite del campionato, nell'area intorno allo stadio di Flushing Meadows-Corona Park è stata allestita una serie di eventi per i tifosi, come gare e partite, e un concerto di Marshmello.

## Vendite e audience
Epic ha riferito che sono stati venduti 23.700 biglietti ed è stato fatto il tutto esaurito. Si stima che 2,3 milioni di telespettatori simultaneamente su Twitch e i servizi di streaming di YouTube abbiano guardato le finali della Coppa del Mondo; compresi altri spettatori che includevano coloro che guardavano gli eventi finali dall'interno di Fortnite, e le visualizzazioni dalla Cina.